# Bătălia de la Chrysopolis
Bătălia de la Chrysopolis s-a dat la 18 septembrie 324 la Chrysopolis (Üsküdar), lângă Chalcedon (Kadıköy), între doi împărați romani, Constantin I și Licinius. Ea a reprezentat ultima confruntare între cei doi. După înfrângerea flotei sale în bătălia de la Hellespont, Licinius și-a retras trupele din orașul Byzantium peste Bosfor la Chalcedon în Bitinia. Constantin l-a urmărit și l-a învins și pe uscat. Constantin a rămas astfel unic împărat, punând capăt perioadei Tetrarhiei.

## Context
În bătălia de la Hellespont, flota lui Licinius a suferit o înfrângere catastrofală. Amiralul lui, Abantus, a fost învins de fiul lui Constantin, caesarul Crispus, deși acesta din urmă dispunea de o flotă mai redusă. După această victorie, Constantin a trecut în Asia Mică. S-a folosit de o flotilă de vase de transport pentru a evita armata inamicului, care, condusă de proaspăt numitul coîmpărat al lui Licinius, Martinian, păzea coasta la Lampsacus. După distrugerea forțelor sale maritime, Licinius a evacuat garnizoana din Byzantium, care s-a alăturat armatei sale principale la Chalcedon pe malul asiatic al Bosforului. De acolo, el a chemat și forțele lui Martinian și niște trupe auxiliare vizigote, conduse de un anume Aliquaca (sau Alica), pentru a-și întări grosul trupelor ce suferiseră pierderi în bătălia de la Adrianopol.

## Bătălia

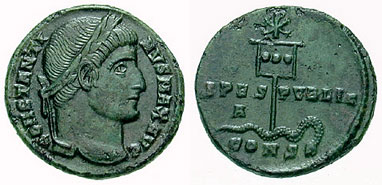
Monedă a lui Constantin (c. 337) ce reprezintă stindardul său Labarum înfipt într-un șarpe.

Armata lui Constantin a debarcat pe malul asiatic al Bosforului într-un loc denumit Sfântul Promontoriu și a înaintat spre sud către Chalcedon. Licinius și-a deplasat armata câțiva kilometri spre nord către Chysopolis. Armata lui Constantin a ajuns în preajma Chrysopolisului înaintea trupelor lui Licinius. După ce s-a retras în cortul său pentru a cere îndrumare divină, Constantin s-a hotărât să ia inițiativa. Aspectele religioase ale conflictului s-au reflectat prin faptul că Licinius și-a împodobit liniile de bătălie cu imagini ale zeităților romane păgâne, în vreme ce armata lui Constantin a luptat sub stindardul talismanic creștin, labarum. Licinius căpătase o superstiție referitoare la acest labarum și a interzis soldaților săi să-l atace, și chiar să se uite direct către el. Constantin se pare că a evitat orice manevre subtile, lansând un singur atac frontal masiv asupra armatei lui Licinius, punând-o pe fugă. A obținut o victorie decisivă în ceea ce a fost o bătălie pe scară foarte mare pentru orice perioadă istorică. Conform istoricului Zosimus, „a fost mare măcel la Chrysopolis”. Licinius ar fi pierdut între 25.000 și 30.000 de morți, alte mii de oameni rupând rândurile și fugind. Licinius a reușit să scape și a adunat 30.000 din restul de soldați ai săi la orașul Nicomedia.

## Urmări

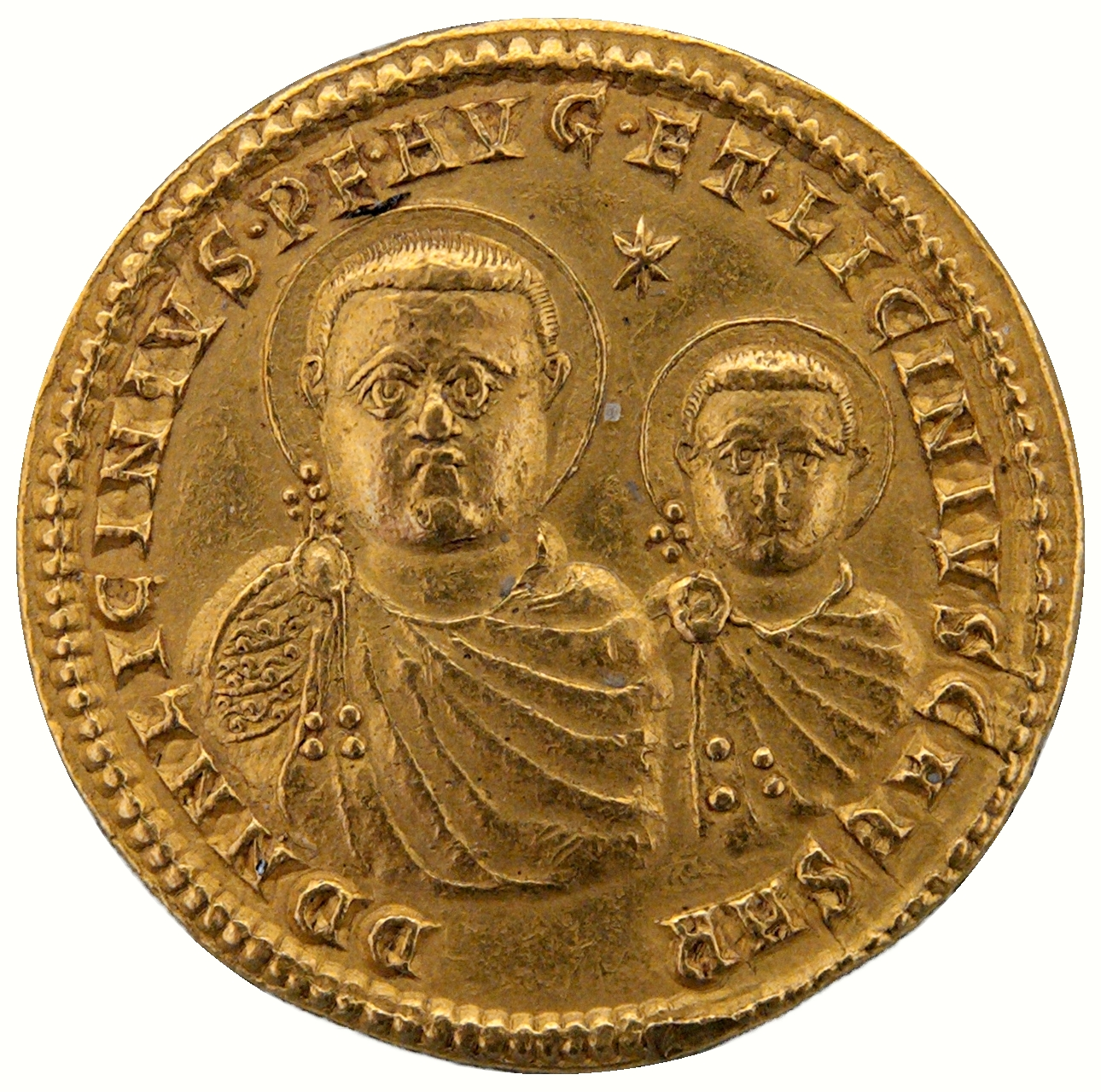
Licinius şi fiul său, cu aure, pe o monedă de aur

Realizând că forțele ce-i mai rămăseseră în Nicomedia nu pot face față armatei victorioase a lui Constantin, a fost convins să se lase la mila dușmanului său. Constantia, sora pe jumătate a lui Constantin, și soția lui Licinius, a acționat ca intermediar. La început, cedând rugăminților surorii lui, Constantin i-a cruțat viața cumnatului său, dar, după câteva luni, a ordonat să fie executat, încălcându-și jurământul. După un an, nepotul lui Constantin, Licinius al II-lea, a căzut și el victimă furiei și bănuielilor împăratului. Învingându-și ultimul rival, pe Licinius, Constantin a devenit unic împărat al Imperiului Roman; primul de la ridicarea lui Maximian la statutul de augustus de către Diocletian în aprilie 286. După ce a cucerit porțiunea de est a Imperiului Roman, Constantin a luat hotărârea de a da estului propria sa capitală, care urma să fie a doua capitală a imperiului în ansamblul său. El a ales orașul Byzantium — rebotezat Constantinopolis — ca loc al noii capitale.